# Surrender Dorothy
Surrender Dorothy est un film américain de Kevin DiNovis, sorti en 1998.

## Synopsis
Le parcours de deux hétérosexuels qui s’unissent par nécessité et qui entament une relation parfaitement inédite. 

## Fiche technique
- Titre : Surrender Dorothy
- Réalisation : Kevin DiNovis
- Producteur : Richard Goldberg
- Producteurs exécutifs : Clifford Mumm et Marko O'Connor
- Musique : Christopher Matarazzo
- Directeur de la photographie : Jonathan Kovel
- Montage : Kevin DiNovis
- Distribution des rôles : Mike Lemon
- Sociétés de Production : G. Rich Entertainment
- Sociétés de distribution :BQ-HL Productions ( France) (vidéo) • Peccadillo Pictures ( Royaume-Uni) (vidéo) • TLA Releasing ( États-Unis) (video)
- Pays :  États-Unis
- Public :  Interdit aux moins de 16 ans[1]
- Genre : Drame
- Durée : 90 minutes
- Dates de sortie :
  -  France : 27 janvier 2004 (vidéo)[1]

## Distribution
- Peter Pryor : Trevor
- Kevin DiNovis : Lanh / Dorothy
- Jason Centeno : Denis
- Elizabeth Banks : Vicki (créditée Elizabeth Casey)
- Marcos Muniz : Angel
- Keri Merboth : Nadia
- Richard Goldberg : Troy
- Marion Wrenn : Candice
- Lori Lantz : Fork Girl
- Eric Giancoli : Bully
- Gregory K. Maier : Medical Store Clerk

## Autour du film
- Surrender Dorothy marque les débuts au cinéma de l'actrice Elizabeth Banks, créditée sous le nom d'Elizabeth Casey.